# Хамет (награда)
Наградата „Хамет“ се присъжда ежегодно от Северноамериканския клон на Международната асоциация на писателите на криминални романи за книга на английски език в областта на криминалните романи на автор, канадски или американски гражданин или постоянно пребиваващ в някоя от двете държави. Създадена е през 1991 г. и кръстена на писателя на криминални романи Дашиъл Хамет.
Победителят получава за награда статуетка от скулптора Питър Бойгър наречена „Кльощавият“ по едноименния роман на Дашиъл Хамет от 1934 г.

## Носители на наградата
- 1991 – „Maximum Bob“ от Елмор Ленард
- 1992 – „Turtle Moon“ от Алис Хофман
- 1993 – „The Mexican Tree Duck“ от Джеймс Крумли
- 1994 – „Dixie City Jam“ от Джеймс Лий Бърк
- 1994 – „Там, в царството на бръмбара“ от Мери Уилис Уокър
- 1996 – „Rose“ от Мартин Круз Смит
- 1997 – „Trial of Passion“ от Уилям Девъръл
- 1998 – „Tidewater Blood“ от Уилям Хофман
- 1999 – „Havana Bay“ от Мартин Круз Смит
- 2000 – „Слепият убиец“ от Маргарет Атууд
- 2001 – „Kingdom of Shadows“ от Алън Фърст
- 2002 – „Honor's Kingdom“ от Оуен Пери
- 2003 – „The Seduction of Water“ от Карол Гудман
- 2004 – „Принцът на крадците“ от Чък Хоган
- 2005 – „Alibi: A Novel“ от Джоузеф Канон
- 2006 – „The Prisoner of Guantánamo“ от Дан Фесперман
- 2007 – „The Outlander“ от Гил Адамсън
- 2008 – „The Turnaround“ от Джордж Пелеканос
- 2009 – „The Manual of Detection“ от Джедиади Бери
- 2010 – „The Nearest Exit“ от Олен Стейнхауър
- 2011 – The Killer is Dying от Джеймс Салис
- 2012 – „Oregon Hill“ от Хауърд Оуен
- 2013 – „Angel Bаот“ от Ричард Ланж
- 2014 – „Господин Мерцедес“ от Стивън Кинг
- 2015 – „The Do-Right“ от Лиза Сандлин
- 2016 – „The White Devil“ от Доменик Стансбъри
- 2018 – „August Snow“ от Стивън Мак Джоунс
- 2019 - „Hitchcock	Bluff“ от Джейн Стантън
- 2020 - „When These Mountains Burn“ от Дейвид Джой
- 2021 - „Razorblade Tears“ от С. А. Козби
- 2023 - „Pay Dirt Road“ от Саманта Джейн Алън